# 다카라촌 (도쿠시마현)
다카라촌(多家良村)은 도쿠시마현 가쓰우라군에 설치되었던 촌이다. 현재의 도쿠시마시에 해당한다.

## 지리
가쓰우라강 하류 좌안, 나카쓰미네산 북록 및 하타강의 해안가 충적지대에 위치한다.

### 산
| 산           | 고도 | 사진 |
| ------------ | ---- | ---- |
| 나카쓰미네산 | 773m |      |
| 후루타산     | 660m |      |
| 히라이시산   | 648m |      |

### 하천
| 하천           | 비고                              | 사진 |
| -------------- | --------------------------------- | ---- |
| 가쓰우라강     | 니큐우스이계・가쓰우라강의 본류。 |      |
| 히우라다강     | 히우라다강의 본류。               |      |
| 하타강         | 하타강의 본류。                   |      |
| 나쓰야케다니강 | 나쓰야케다니강의 본류。           |      |
| 시데강         | 시데강의 본류。                   |      |
| 가나야강       | 가나야강의 본류。                 |      |

## 역사
- 1889년 - 5개의 촌이 합병해 성립하였다.
- 1926년 - 이 촌에서는 138t 가량의 귤이 생산되어 산간지역의 중요한 농산물이 되었다. 쌀 보리 귤이 중심 작물로 감, 복숭아 등 과실 재배, 소와 말의 축산, 잡곡과 장작을 포함한 임업, 양잠 등이 이루어졌다.
- 1951년 - 도쿠시마의 일부가 되었다.

## 교통

### 도로
- 도쿠시마 현도 제33호선
- 도쿠시마 현도 제209호선
- 도쿠시마 현도 제219호선

## 참고문헌
- 『角川日本地名大辞典 36 徳島県』（1986年 ISBN 4040013603）